# Bergambacht
Bergambacht és un poble i antic municipi de la província d'Holanda del Sud, al sud dels Països Baixos. Des de 2015 forma part del municipi de Krimpenerwaard.
L'1 de gener del 2009 tenia 9.668 habitants repartits sobre una superfície de 38,05 km² (dels quals 2,92 km² corresponen a aigua).

## Centres de població
- Ammerstol
- Bergambacht
- Berkenwoude

## Ajuntament
El consistori està format per 13 regidors:
- Gemeentenbelangen, 5 regidors
- ChristenUnie/SGP 3 regidors
- PvdA 3 regidors
- CDA 1 regidor
- VVD 1 regidor

## Personatges il·lustres
- Wim Kok, polític